# Андромеда VIII
Андроме́да VIII (And VIII / 8) — галактика, открытая в августе 2003 года. Является спутником Галактики Андромеды, М31. Хотя её размеры и общая светимость довольно велики, Андромеду VIII долго не могли обнаружить из-за её диффузной природы, поскольку она проецировалась на М32 (крупный эллиптический спутник Галактики Андромеды) и внешние части диска М31. Окончательно галактика была открыта путём измерения красного смещения объектов перед М32, которые, как оказалось, движутся со скоростью, отличающейся от М31 и М32 и, следовательно, являются частью другой галактики. Скорость приближения Андромеды VIII к нам составляет около 500 км/с, что на 200 и 350 км/с быстрее, чем скорость приближения М31 и М32, соответственно. Открыватели обнаружили, что 12 планетарных туманностей, 3 шаровых скопления и существенное количество (4·105 M⊙) межзвёздного нейтрального водорода движутся с указанной скоростью и, следовательно, относятся к Андромеде VIII. 
Большие размеры галактики объясняются её приливным взаимодействием с М 31.
Природа выделяющихся по скорости объектов как составляющих отдельной галактики And VIII была оспорена в 2006 году. Таким образом, существование Андромеды VIII остаётся под вопросом.